# 達欣工程
達欣工程股份有限公司（DA CIN Construction Co., Ltd.），（簡稱達欣工程、達欣工），（臺證所：2535），是中華民國一家上市營建公司，除了一般住宅建設外，有政府工程承包能力和甲級營造廠資格。
達欣工程成立於1967年，並參與當時台灣經濟起飛城市化的公寓建設。成立8年後便取得甲級營造廠資格。1979年承建台北仰德大樓是當時台灣最大量體建築物；從此成名並接下中興紡織大樓、台北遠企中心等知名建設案，並且與政府當局關係良好，相繼又取得中華航空機棚和新竹科學園區等建設，1996年股票上市。之後兩度獲內政部營建署優良營造商評價。2012年，承建之台北文華東方酒店管理住宅案文華苑竣工。

## 參看
- 達欣工程籃球隊

## 關係企業
- 長佳機電工程

## 外部連結
- （中文）（英文）達欣工程 （页面存档备份，存于）
- （繁體中文） 台灣公司資料